# Synema diana
Synema diana es una especie de araña del género Synema, familia Thomisidae.

## Distribución
Esta especie se encuentra desde Túnez hasta Arabia Saudita.

## Taxonomía
Fue descrita por Audouin en 1826.
Tratamiento taxonómico
La especie aparece registrada y publicada en Explication sommaire des planches d’arachnides de l’Égypte et de la Syrie. In: Savigny, M. J. C. L. de: “Description de l’Égypte, ou recueil des observations et des recherches qui ont été faites en Égypte pendant l’expédition de l’armée franҫaise, publié par les ordres de sa Majesté l’Empereur Napoléon le Grand.”. Histoire Naturelle 1(4): 1–339 (arachnids, pp. 99–186, pl. 1–7).